# Susan J. Smith
Pour les articles homonymes, voir Smith.
Susan Jane Smith, (née en 1956) est une géographe et universitaire britannique. Elle est principale du Girton College à Cambridge de 2009 à 2022 et, depuis 2010, professeure honorifique de géographie sociale et économique à l'université de Cambridge.

## Biographie
Susan Smith fait des études de géographie au St Anne's College et réalise un doctorat à la Faculty of Anthropology and Geography et au Nuffield College. Smith occupe la chaire de géographie Ogilvie à l'université d'Édimbourg de 1990 à 2004, et de 2004 à 2009, elle est professeure de géographie à l'université de Durham. Elle est principale du Girton College depuis 2009, succédant à cette fonction à Marilyn Strathern,. Elle est professeur honorifique (en) de géographie économique et sociale de l'université de Cambridge depuis 2010,.
Smith joue de l'euphonium avec le City of Cambridge Brass Band.

## Travaux
Les recherches de Smith s'intéressent au défi de l'inégalité, abordant des thèmes tels que la ségrégation de l'habitat, le logement pour la santé et la peur du crime. En 2001, elle se désole avec Kay Andreson du faible nombre de recherches sur la géographie des émotions face à une discipline scientifique qui cherche l'objectivité, détachée des enjeux politiques ou liés au genre. Ses travaux portent également sur les inégalités sur le marché du logement. En 2010, Smith est conférencière Tanner à Cambridge, avec l'intitulé « Care-full markets – Miracle or Mirage? » qui examine — du point de vue de l'éthique de la sollicitude — l'économie morale du marché du logement. 
Son travail combine des approches qualitatives et quantitatives, et elle s'intéresse à un éventail de techniques participatives. En collaboration avec Mia Gray et la compagnie de théâtre Menagerie Theatre Company, Smith développe un projet sur les «public choices in times of austerity», une expérience de mise en scène des résultats d'une étude dans le style du théâtre forum interactif.

## Honneurs et distinctions
- 1998 : prix Murchison de la Royal Geographical Society[9]
- 1999 : membre de l'Académie des sciences sociales (FAcSS)[10].
- 2000 : membre de la Royal Society of Edinburgh[11].
- 2008 :  Fellow of the British Academy (FBA)[12].
- 2010 : conférencière Tanner à Clare Hall, Cambridge[13].
- 2014 : médaille Victoria de la Royal Geographical Society[14].